# Angelika
För andra betydelser, se Angelica.
Angelika eller Angelica är ett kvinnonamn bildat av latinets 'angelica' (den änglalika).
Namnet Angelika har funnits i Sverige sedan början av 1800-talet. Det var som populärast under 1970-, 1980- och 1990-talen. Den 31 december 2014 fanns det totalt 14 742 kvinnor folkbokförda i Sverige med namnet Angelika/Angelica, varav 9 372 bar det som tilltalsnamn. Den vanligaste stavningen är Angelica.
Namnsdag i Sverige: 7 december. I den finlandssvenska namnsdagslängden har Angelika namnsdag 8 december sedan 2010.

## Personer med namnet Angelika/Angelica

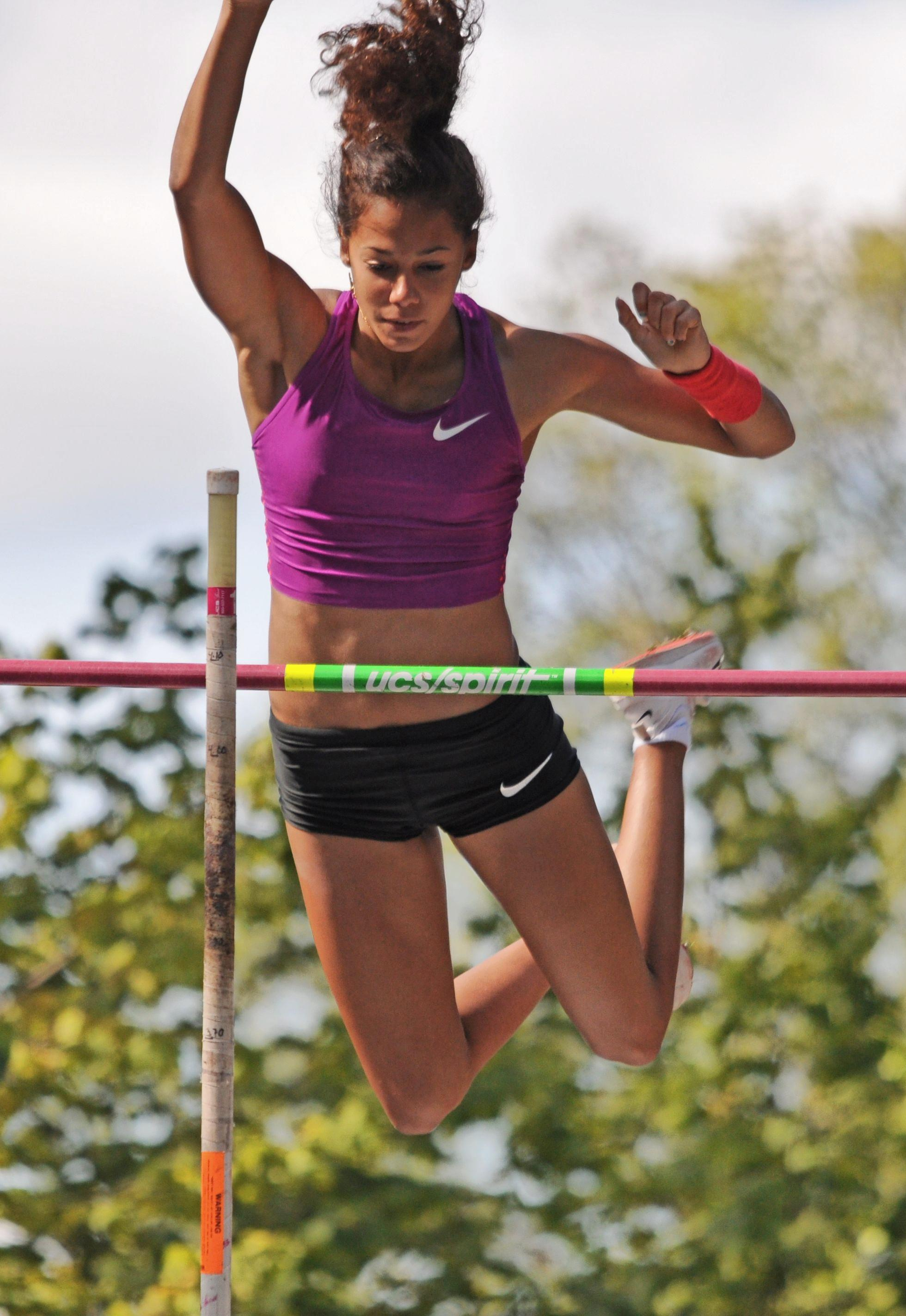
Angelica Bengtsson

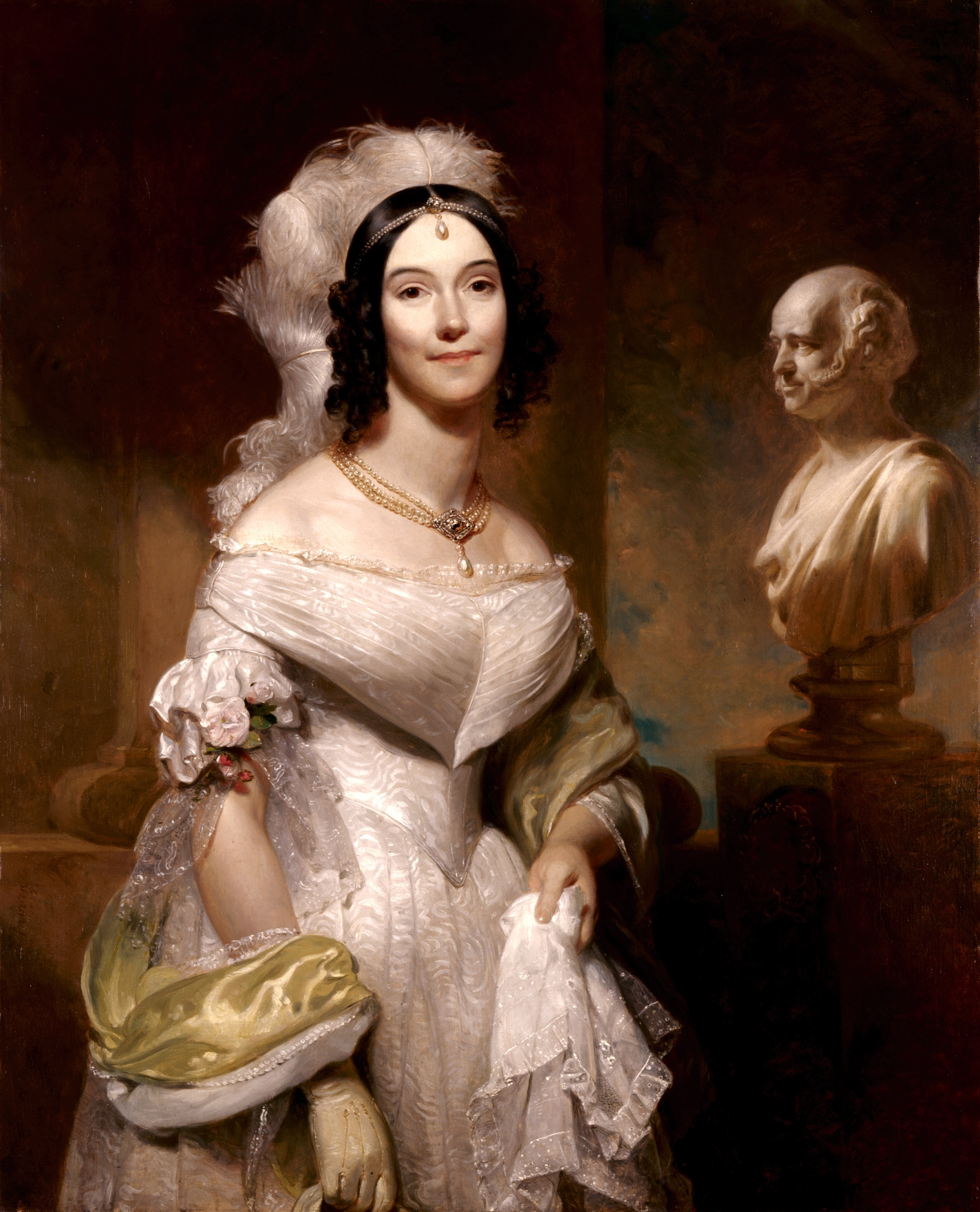
Angelica Van Buren

- Anzjalika Ahurbasj, vitrysk sångerska
- Angelica Alm, svensk pianist
- Angelica Augustsson, svensk ryttare
- Angelica Balabanoff,  italiensk politiker
- Angelica Bengtsson, svensk friidrottare
- Angelika Catalani, italiensk operasångerska
- Angelica Garnett, brittisk författare och dansös
- Angelica Haverblad, svensk fackförfattare
- Anjelica Huston, amerikansk skådespelerska
- Angelika Kauffmann, schweizisk konstnär
- Angelica Kristenson, svensk konstnär
- Angelica Källström, svensk dansare
- Angelica Lundqvist, svensk skådespelerska och regissör
- Angelica Rozeanu, rumänsk bordtennisspelare
- Angelica Rubertson, svensk skådespelerska
- Angelica Ström, svensk friidrottare
- Angelika Unterlauf, tysk nyhetsuppläsare
- Angélika Vale, mexikansk skådespelerska
- Angelica Van Buren, amerikansk första dam, svärdotter till president Martin Van Buren
- Angelica Wallén, svensk handbollsspelare
- Moder Angelica, amerikansk nunna